# Ustanak u Slavoniji i Srijemu 1607.
Ustanak u Slavoniji i Srijemu 1607. bio je protuturski ustanak Hrvata u Slavoniji i Srijemu koji se zbio 1607. godine. Uslijedio je nakon žitvanskog mira. 
Vođe su bili Mato Delimanić i Tomo Mihaljević. Ustaničku je vojsku činilo nekoliko stotinjaka ljudi. Napadali su osmanska uporišta. Ometali su sigurnost putničkog i robnog prometa. Trgovina u tim krajevima nije više bila sigurna. Ustanak je uspio. Najveće je postignuće zauzimanje Iloka, odakle su ometali promet Dunavom. Od ustaničkih vođa bitni su Antun Slavetić koji je zauzeo grad Sirac te Franjo Kolaković koji je zauzeo Kobaš.
 Osmanlije su bile potisnute u Bosnu.
Ustaničko područje osmanske su snage u više navrata pokušale ukloniti. Protuudar je došao iz Bosne. Vodio ih Muselim Seragli s 10.000 janjičara i protjerao Kolakovića iz Kobaša. Zatim je razdijelio snage na dva kraka. Jedan je pošao predvođen požeškim pašom Usemom Zulimanićem k Požezi, a drugi u Srijem. Treći pravac napada došao je iz pravca ugarskih krajeva pod osmanskom vlašću (iz Budima) koji je pošao prema Osijeku. Ustanici su uspjeli odbiti ovaj napad. Boj je riješio Delimanić nakon što je pobijedio osmanskog vođu Osman-agu Sigetskog kojeg je izazvao na dvoboj. Delimanić je pohitao pomoći ustanicima u Požezi, ali ga je u tome spriječila kuga. Ovom protuudaru koji je došao iz pravca Bosne, ustanicima je bilo jako teško oduprijeti se. Mihaljevićeve snage su se pobile sa snagama Muselima Seraglie, ali su nisu se mogle oduprijeti te je poginuo i sami Mihaljević. U ustaničkim se snagama borilo i mnogo žena.